# Griselda Blanco
 Der er for få eller ingen kildehenvisninger i denne artikel, hvilket er et problem. Du kan hjælpe ved at angive troværdige kilder til de påstande, som fremføres i artiklen.

Griselda Blanco (født 15. februar 1943, død 3. september 2012), også kendt som La Dama de la Mafia (The Lady of the Mafia ), The Godmother, The Black Widow var en narkobaron i Medellínkartellet og en pioner i den Miami-baserede kokain narkotikahandel og underverden i 1970'erne og begyndelsen af 1980'erne. Hun var kendt for sin hensynsløse og psykopatiske adfærd.[kilde mangler]